# Rubert Edward Holmes a Court
Rubert Edward Holmes a Court, britanski general, * 1882, † 1958.